# Music Corporation of America
Music Corporation of America, mer känt under förkortningen MCA, var är ett amerikanskt företag som fanns mellan 1924 och 1996. 

## Bakgrund
MCA grundades 1924 av Jules Stein och William R. Goodheart, Jr. som en agentur som bokade artister men kom även att syssla med allt från att publicera noter till att skapa radioprogram, ha eget skivbolag och producera TV. MCA blev en av de största producenterna av TV-program i USA, och sålde program till alla de tre största amerikanska TV-bolagen. 1958 köptes Universal Studios och dess studioanläggning i Universal City, som därefter även blev MCA:s huvudkontor. Företaget leddes under många år av Lew Wasserman från 1946 till 1996, som länge sågs som den mäktigaste mannen i den amerikanska underhållningsindustrin.
Företaget såldes 1990 till Matsushita som därefter på 1990-talet sålde det vidare till Seagram och Vivendi. Resterna av företaget ägs idag dels av NBC Universal (dotterbolag till Comcast) och Universal Music. 
En av de tidigare delarna av MCA var skivbolaget MCA Records som 2003 uppgick i Geffen Records.